# Малайчук Владислав Сергійович
Владислав Сергійович Малайчук — старший солдат окремого загону спеціального призначення НГУ «Азов» Національної гвардії України, учасник російсько-української війни, що загинув у ході російського вторгнення в Україну в 2022 році.

## Життєпис
Владислав Малайчук народився 30 квітня 1999 року в місті Родинське (з 2020 року — Покровської міської громади Покровського району) Донецької області. У 2011 році разом з родиною переїхав до села Богуслав Павлоградського району Дніпропетровської області. Після закінчення загальноосвітньої школи з 2014 року навчався в Павлоградському технікумі Національного гірничого університету, де здобув фах електромеханіка підземного. Ще під час навчання увійшов до складу ГО «Національні дружини». У 2019 році працював на шахті «Західно-Донбаська», але того ж року звільнився і долучився до лав окремого загону спеціального призначення НГУ «Азов» Національної гвардії України. Під час військової служби вступив до Одеського університету внутрішніх справ. У вільний час на базі почав займатися 3Д-моделюванням, займався спортом. Наприкінці 2021 року розпочав навчання на сержантських курсах, однак не встиг довчитися — з початком повномасштабного російського вторгнення в Україну вирушив обороняти Маріуполь. Він тоді був виконуючим обов'язки заступника командира взводу.

## Смерть
Владислав Малайчук загинув 15 квітня 2022 року під час оборони Маріуполя під час прориву до «Азовсталі». 31 серпня 2022 року благочинний Павлоградського церковного округу, настоятель Спаса Нерукотворного Образу кафедрального собору м. Павлоград Дніпропетровської області протоієрей Павло Бурлай у співслужінні духовенства Павлоградського благочиння звершили чин відспівування загиблого військовослужбовця. Поховали загиблого захисника у с. Богуслав на Дніпропетровщині. Посмертно нагороджений орденом «За мужність» ІІІ ступеня.

## Родина
У загиблого залишилися батьки, двоє молодших братів та наречена Катерина.

## Нагороди
- Орден «За мужність» III ступеня (2022, посмертно) — за особисту мужність і самовіддані дії, виявлені у захисті державного суверенітету та територіальної цілісності України, вірність військовій присязі[5].